# Кулько, Олег Петрович
Лауреат конкурса им.Глинки , им.Чайковского
Олег Петрович Кулько (1 января 1960, Иркутск) — солист Большого театра (с 1988 года), солист Метрополитен оперы с 2002 по 2014. Заслуженный артист России (1997). Народный артист России (2005).
Образование получил в Киевской государственной консерватории им. Чайковского по классу профессора Константина Огневого.

## Награды
- I премия конкурса им. Глинки (1987 год)
- III премия конкурса им. Чайковского (1990 год)
- Заслуженный артист Российской Федерации (1997 год)[1]
- Народный артист Российской Федерации (2005 год)[2]
- Заслуженный деятель культуры Польши